# Lodovico Barassi
Lodovico Barassi fue un abogado, jurista y laboralista italiano que nació en Milán, Italia en 1873 y falleció en 1961 y cuya obra es considerada importante tanto en el desarrollo del Derecho del Trabajo como en el Derecho Civil.
Fue profesor en las Universidades de Perugia, en 1900 y luego de la de Génova, que dejó en 1917 por la de Pavia y de Bari. En 1924 lo hizo en la Universidad del Sagrado Corazón de Milán, donde fue profesor de Derecho civil y tuvo a su cargo Derecho Laboral entre 1928 y 1942. Su texto Istituzioni di diritto civile (1924) fue utilizado por generaciones de estudiantes.
Barassi introdujo la idea de que las leyes laborales eran aplicables al trabajo subordinado y que debían estar bajo la dirección del dador del trabajo, en contraposición a la organización del trabajo por el propio trabajador, que caracteriza al trabajo autónomo.
Barassi ha influido en forma fundamental "en la formación y consolidación de la estructura del Derecho del Trabajo"

## Obras
- Il contratto di lavoro nel diritto positivo italiano, Milán, (1901).
- Il contratto di lavoro nel diritto positivo italiano, 2ª ed., Milán, (1915).
- Tratado del derecho del Trabajo, Ed. Alfa, (1953).
- Il diritto del lavoro, Milán, (1957).
- La famiglia legittima nel nuovo Codice civile, Giuffrè, Milán, 1940 298 págs.
- La proprieta'. Nel nuovo Codice Civile. Milán, Giuffrè, 1941 464 págs.
- Istituzioni di Diritto Civile, Milán, Giuffrè, 1942,4º, 558 págs.
- Istituzioni di Diritto Civile. Previdenza sociale e lavoro subordinato, Giuffrè, Milán, 1954.
- La famiglia legittima nel nuovo Codice civile, Giuffrè, Milán, 1947, 3° ed. aumentada.
- Il Diritti reali limitati. In particolare l’usufrutto e le servitú, Giuffrè, Milán, 1937.
- Le successioni per causa di morte, Giuffrè, Milán, 1941 349 págs.
- Proprietà e comproprietà, Giuffrè, Milán, 1951.